# 스벤 빙커
스벤 요한 빙커(네덜란드어: Swen Johan Vincke, 1972년 5월 30일~)는 벨기에의 게임 디자이너, 프로그래머이다. 비디오 게임 회사 라리안 스튜디오스의 창립자이자 최고경영자이며, 디비니티 시리즈와 발더스 게이트 3의 제작을 주도했다.